# Eucremastus collaris
Eucremastus collaris är en stekelart som beskrevs av Narolsky 1990. Eucremastus collaris ingår i släktet Eucremastus och familjen brokparasitsteklar. Inga underarter finns listade i Catalogue of Life.